# Profile (Zeitschrift)
Profile : internationale Zeitschrift für Veränderung, Lernen, Dialog ist eine seit 2001 im EHP – Verlag Andreas Kohlhage erscheinende Fachzeitschrift. Sie war die Schwesterzeitschrift der Reflections. The SoL Journal.

## Struktur
Profile sieht sich als ein professions- und ansatzübergreifendes Forum für die Diskussion und Reflexion verschiedener Aspekte des Themenfeldes „Entwicklung, Veränderung, Lernen“ für Menschen in der Arbeitswelt, Teams, Gruppen und ganze Organisationen hin zur Entwicklung einer Beratungswissenschaft. Sie konzentriert sich dabei nicht auf die einzelnen Teilaspekte wie Coaching, Unternehmensberatung, Organisationskultur, Führung, Veränderungsmanagement. Die Zeitschrift erscheint im Verlag Andreas Kohlhage EHP.
Autoren rekrutieren sich aus den drei Gruppen Berater, Wissenschaftler und Führungsverantwortliche; zu den Autoren gehört u. a. Edgar H. Schein, der Begründer der Organisationsentwicklung, Warren Bennis, Chris Argyris, Otto Scharmer, Peter Senge. Die Zeitschrift erscheint zweimal jährlich (März und Oktober), das Exemplar zu 18,00 € (2010). 
Gegründet wurde die Zeitschrift im Jahre 2001 durch Andreas Kohlhage, Gerhard Fatzer, Milan Sreckovic und als amerikanische Herausgeber Edgar H. Schein, Peter Senge und Fred Massarik. Mitherausgeber sind die Sozialwissenschaftler Egon Endres, Ralf Kopp und Sabina Schoefer.